# Рикальово
Рикальово (рос. Рыкалёво) — присілок в Невельському районі Псковської області Російської Федерації.
Населення становить 143 особи. Входить до складу муніципального утворення Івановська волость.

## Історія
Від 2015 року входить до складу муніципального утворення Івановська волость.

## Населення
| 2001 | 2002 | 2010 |
| ---- | ---- | ---- |
| 198  | ↘153 | ↘143 |